# كريس كونروي
كريس كونروي (بالإنجليزية: Chris Conroy)‏ هو لاعب كرة قاعدة أمريكي، ولد في 22 يوليو 1974 في نورث آدمز في الولايات المتحدة.